# Roundton Hill
Roundton Hill (El turó Roundton) és una muntanya arrodonida, amb el vessant costerut, de 370 metres, d'origen volcànic, situada a la part més oriental de l'antic comtat de Montgomeryshire, Gal·les, al costat de la frontera amb Anglaterra i de Yr Ystog. Actualment, es troba al comtat de Powys. Està protegit com a reserva natural pel Montgomeryshire Wildlife Trust, que el va adquirir el 1985.
Durant l'edat del ferro hi havia una fortalesa al cim. Des d'allà es pot veure la terra del voltant, essent un important enclavament defensiu a l'època. També hi ha mines de plom i barita a través de la muntanya, que actualment serveixen com a cau per les espècies de rat-penats Rhinolophus i d'aigua. Com que no s'hi ha conreat, al vessant, el turó manté la vegetació pròpia d'aquests indrets a la zona, que no s'ha conservat, com la Viola lutea, que gairebé ha desaparegut del centre de Gal·les. La reserva va ser catalogada com a Indret d'Especial Interès Científic (SSSI) el 1986.